# IC 2003
IC 2003 ist ein planetarischer Nebel im Sternbild Perseus. Das Objekt wurde am 18. Januar 1907 von Thomas Espin entdeckt.